# Ouverture Schoenmakers op de heide
De Ouverture Schoenmakers op de heide (Nummisuutarit-alkusoitto) is een compositie van de Fin Uuno Klami.
Klami hield zich altijd afzijdig van de klassieke muziek die tijdens zijn leven in Finland werd gecomponeerd. Deze was meer Duits gericht, terwijl Klami meer gericht was op Frankrijk en de Russische muziekenclave daar in de persoon van Igor Stravinsky. Ook in deze ouverture worden zware emoties vermeden en is er weinig Finse muziek te horen. Het is een mengeling van muziek van Maurice Ravel en de Russische klassieken, Igor Stravinsky en Nikolaj Rimski-Korsakov. De muziek is speels, verwijzend naar de amoureuze strapatsen van Esko Nummisuutari, de hoofdpersoon uit het toneelstuk Nummisuutarit van Aleksis Kivi.
Een andere afwijking van de doorgaans Finse muziek: deze ouverture (alkusoitto) is niet gecomponeerd als opening bij de uitvoering van het toneelstuk, zoals dat destijds wel de gewoonte was in Finland. Het is pure concertzaalmuziek, uitgeschreven voor een klein orkest, dat een lichte samenstelling heeft, trombone en tuba ontbreken bijvoorbeeld.

## Orkestratie
- 2 dwarsfluiten, 2 hobo’s, 2 klarinetten, 2 fagotten;
- 2 hoorns, 2 trompetten;
- 1 stel pauken;
- violen, altviolen, celli, contrabassen

De eerste uitvoering vond plaats in 1937 (verdere gegevens ontbreken); het werk kwam weer bovendrijven toen Osmo Vänskä het in 1994 met zijn Lahti Symfonie Orkest opnam en het vervolgens speelde met het Royal Scottish Symphony Orchestra in 1995

## Discografie
- Uitgave BIS Records : Lahti Symfonie Orkest o.l.v. Osmo Vänskä